# Vanessa Vélez
Vanessa Vélez Sánchez (Ciales, 29 agosto 1986) è un'ex pallavolista portoricana, nel ruolo di schiacciatrice.

## Carriera

### Club
La carriera professionistica di Vanessa Vélez inizia nella stagione 2003, quando esordisce nella Liga de Voleibol Superior Femenino con le Criollas de Caguas, dove milita per sette annate e con cui viene premiata come rising star della LVSF 2004 e vince lo scudetto nel campionato 2005. 
Nella stagione 2010 viene ingaggiata dalle Gigantes de Carolina, con le quali riesce a superare la quota dei 1000 punti in carriera, ma a metà stagione passa alle Pinkin de Corozal, con le quali si aggiudica il suo secondo scudetto.
Nel campionato 2013 approda alle Lancheras de Cataño, ma a metà stagione ritorna alle Gigantes de Carolina, dove milita fino al termine della Liga de Voleibol Superior Femenino 2016, dopo la quale prende una pausa per maternità. Fa quindi ritorno in campo nella stagione 2019 con le neonate Amazonas de Trujillo Alto, dove gioca per un biennio, prima di approdare per la Liga de Voleibol Superior Femenino 2021 alle Valencianas de Juncos, dove gioca anche nell'annata seguente, al termine della quale annuncia il proprio ritiro.

### Nazionale
Nel 2004 esordisce nella nazionale portoricana, con la quale prende parte a diverse competizioni minori, aggiudicandosi la medaglia di bronzo ai XX Giochi centramericani e caraibici. In seguito vince un altro bronzo alla Coppa panamericana 2014, vestendo la maglia della nazionale per l'ultima volta al campionato mondiale 2014.

## Palmarès

### Club
- Campionato portoricano: 2

2005, 2010

### Nazionale (competizioni minori)
- Giochi centramericani e caraibici 2006
- Coppa panamericana 2014

### Premi individuali
- 2004 - Liga de Voleibol Superior Femenino: Rising star